# Gençlerbirliği SK
A Gençlerbirliği Spor Kulübü egy török labdarúgó-egyesület Ankarából, melyet 1923-ban a helyi fiúgimnázium néhány tanulója alapított, mert nem kerültek be az iskola csapatába. Nevének jelentése „fiatalok egyesülete”.

## Jelenlegi játékosok
| #  |              | Poszt | Név                 |
| -- | ------------ | ----- | ------------------- |
| 1  | Törökország  | K     | Recep Öztürk        |
| 3  | Törökország  | V     | Ergün Teber         |
| 4  | Törökország  | V     | Uğur Kapısız        |
| 5  | Burkina Faso | V     | Lamine Traoré       |
| 6  | Törökország  | V     | Erkan Özbey         |
| 7  | Törökország  | KP    | Mehmet Nas          |
| 8  | Brazil       | CS    | Kahê                |
| 11 | Törökország  | KP    | Burhan Eşer         |
| 12 | Egyiptom     | V     | Abdel Zaher El Saka |
| 17 | Törökország  | KP    | Umut Gündoğan       |
| 24 | Ghána        | KP    | Daniel Addo         |
| 25 | Törökország  | KP    | Hakan Aslantaş      |
| 26 | Törökország  | V     | Emre Balak          |
| 38 | Törökország  | KP    | Engin Baytar        |

| #  |             | Poszt | Név              |
| -- | ----------- | ----- | ---------------- |
| 42 | Törökország | KP    | Yasir Elmacı     |
| 55 | Szerbia     | V     | Nikola Petković  |
| 61 | Törökország | KP    | Kerem Şeras      |
|    | Ausztrália  | CS    | Bruce Djite      |
|    | Törökország | CS    | Mustafa Pektemek |
|    | Törökország | V     | İlhan Eker       |
|    | Törökország | CS    | Ümit Tütünci     |
|    | Törökország | KP    | Bilal Çubukçu    |
|    | Albánia     | CS    | Xheyahir Sukaj   |
|    | Törökország | K     | Ramazan Köse     |
|    | Törökország | KP    | Seçkin Getbay    |

## Eredmények
- Ankarai labdarúgó-bajnokság:
  - Győztes (4): 1929-1930, 1930-1931, 1932-1933, 1934-1935
- Török kupa:
  - Győztes (2): 1987, 2001
  - Második (2): 2003, 2004, 2008

## Külső hivatkozások
- Hivatalos honlap